# ابراهیم شکوری
ابراهیم شکوری (۲۷ بهمن ۱۳۶۲) قائم مقام، سخنگو و معاونت اجرایی سابق باشگاه فوتبال پرسپولیس بود. او بازیکن سابق تیم ملی فوتبال ایران، باشگاه فوتبال پرسپولیس، باشگاه فوتبال سایپا و باشگاه فوتبال پیام مشهد بوده‌است. وی سرپرست پیشین و جوانترین دبیرکل فدراسیون فوتبال ایران است که در تاریخ ۹ فروردین ۱۳۹۹ مهدی محمدنبی جایگزین وی شد. او دارای مدرک لیسانس حسابداری، فوق لیسانس مدیریت ورزشی و دکتری مدیریت ورزشی می‌باشد. به همراه سایپا در لیگ ۸۵–۸۶ قهرمان لیگ برتر و به همراه پرسپولیس دو دوره پیاپی قهرمان جام حذفی ایران شده‌است.در حال حاضر عضو هیات مدیره و قائم مقام ورزشی باشگاه پیکان است. پس از سه سال حضور در باشگاه پرسپولیس و انجام ۶۴ بازی در سال ۱۳۹۱ به باشگاه فوتبال سایپا پیوست. و پس از پنج سال بازی در این تیم از فوتبال خداحافظی کرد. وی طی حکم مهدی تاج در تاریخ ۱۵ آذر ۱۳۹۷ به عنوان سرپرست دبیرکل فدراسیون فوتبال جایگزین محمدرضا ساکت شد. او قبل از استعفای ساکت، به عنوان معاون در کنار او فعالیت می‌کرد که با استعفای ساکت، جایگزین او شد. ابراهیم شکوری سابقه بازی برای کاسپین قزوین را دارد.
در حال حاضر عضو کمیته فدراسیونهای AFC می‌باشد. ابراهیم شکوری در تاریخ ۲ شهریور ۱۴۰۰ و پس از کسب عنوان گلات قهرمانی  رسماً از سمت معاونت در باشگاه فوتبال پرسپولیس استعفا کرد. در حال حاضر عضو هیئت مدیره و قائم مقام باشگاه پیکان است.
شکوری اولین ایرانی است که موفق به کسب مدرک دیپلم فوتبال از AFC شده است.
وی هم اکنون در فصل 1405 دستیار سعید دقیقی در باشگاه پیکان است

## آمار حرفه ای باشگاهی
تا تاریخ ۲۵ اردیبهشت ۱۳۹۴
| باشگاه         | دسته           | فصل            | لیگ برتر | لیگ برتر | جام حذفی | جام حذفی | آسیا | آسیا | مجموع | مجموع |
| باشگاه         | دسته           | فصل            | بازی     | گل       | بازی     | گل       | بازی | گل   | بازی  | گل    |
| -------------- | -------------- | -------------- | -------- | -------- | -------- | -------- | ---- | ---- | ----- | ----- |
| سایپا          | لیگ برتر       | ۸۴–۱۳۸۳        | ۱        | ۰        | ۰        | ۰        | _    | _    | ۱     | ۰     |
| سایپا          | لیگ برتر       | ۸۵–۱۳۸۴        | ۳        | ۰        | ۰        | ۰        | _    | _    | ۳     | ۰     |
| سایپا          | لیگ برتر       | ۸۶–۱۳۸۵        | ۱۷       | ۱        | ۰        | ۰        | _    | _    | ۱۷    | ۱     |
| سایپا          | لیگ برتر       | ۸۷–۱۳۸۶        | ۰        | ۰        | ۰        | ۰        | _    | _    | ۰     | ۰     |
| مجموع سایپا    | مجموع سایپا    | مجموع سایپا    | ۲۱       | ۱        | ۰        | ۰        | _    | _    | ۲۱    | ۱     |
| پیام           | لیگ برتر       | ۸۸–۱۳۸۷        | ۲۸       | ۱        | ۲        | ۰        | _    | _    | ۳۰    | ۱     |
| مجموع پیام     | مجموع پیام     | مجموع پیام     | ۲۸       | ۱        | ۲        | ۰        | _    | _    | ۳۰    | ۱     |
| پرسپولیس       | لیگ برتر       | ۸۹–۱۳۸۸        | ۱۴       | ۰        | ۳        | ۰        | _    | _    | ۱۷    | ۰     |
| پرسپولیس       | لیگ برتر       | ۹۰–۱۳۸۹        | ۱۶       | ۰        | ۴        | ۰        | ۲    | ۰    | ۲۲    | ۰     |
| پرسپولیس       | لیگ برتر       | ۹۱–۱۳۹۰        | ۲۳       | ۱        | ۱        | ۰        | ۱    | ۰    | ۲۵    | ۱     |
| مجموع پرسپولیس | مجموع پرسپولیس | مجموع پرسپولیس | ۵۳       | ۱        | ۸        | ۰        | ۳    | ۰    | ۶۴    | ۸     |
| سایپا          | لیگ برتر       | ۹۲–۱۳۹۱        | ۲۹       | ۰        | ۱        | ۰        | _    | _    | ۳۰    | ۰     |
| سایپا          | لیگ برتر       | ۹۳–۱۳۹۲        | ۲۷       | ۱        | ۱        | ۰        | _    | _    | ۲۸    | ۱     |
| سایپا          | لیگ برتر       | ۹۴–۱۳۹۳        | ۲۷       | ۱        | ۲        | ۰        | _    | _    | ۲۹    | ۱     |
| مجموع سایپا    | مجموع سایپا    | مجموع سایپا    | ۸۳       | ۲        | ۴        | ۰        | _    | _    | ۸۷    | ۲     |
| مجموع آمار     | مجموع آمار     | مجموع آمار     | ۱۸۵      | ۵        | ۱۴       | ۰        | ۳    | ۰    | ۲۰۲   | ۵     |

### پاس گل
| فصل     | باشگاه   | پاس گل |
| ------- | -------- | ------ |
| ۸۸–۱۳۸۷ | پیام     | ۳      |
| ۸۹–۱۳۸۸ | پرسپولیس | ۲      |
| ۹۰–۱۳۸۹ | پرسپولیس | ۱      |
| ۹۱–۱۳۹۰ | پرسپولیس | ۰      |

## خدمت سربازی
ابراهیم شکوری با نزدیک به ۲۰ سال تأخیر در حالی سرباز شده که در روزهای اخیر کمتر خبرنگاری پیدا می‌شد که شایعه پایان کار او در پرسپولیس به این دلیل را باور کند؛ بنابراین تا زمانی که خبر به صورت رسمی اعلام شد، هیچ خبرگزاری یا وبسایت معروفی آن را در خروجی اش قرار نداد اما در نهایت او امروز بندهای پوتین خود را گره زد و خدمت سربازی را از مرحله آموزشی آغاز کرد.شکوری در طول این مدت دارای معافیت تحصیلی بوده و تا مقطع دکتری مشغول به تحصیل بوده است.

## افتخارات

### باشگاهی
- سایپا
- قهرمانی در لیگ برتر فوتبال ایران ۸۶–۱۳۸۵ (به عنوان بازیکن)
- پرسپولیس
- قهرمانی در جام حذفی فوتبال ایران ۸۹–۱۳۸۸ (به عنوان بازیکن)
- قهرمانی در جام حذفی فوتبال ایران ۹۰–۱۳۸۹ (به عنوان بازیکن)
- قهرمان در لیگ برتر ایران ۱۳۹۹–۱۴۰۰ (به عنوان قائم مقام و معاونت اجرایی)
- قهرمان سوپرجام ایران ۱۳۹۹–۱۴۰۰ (به عنوان قائم مقام و معاونت اجرایی) نایب قهرمان لیگ قهرمانان آسیا ۲۰۲۰ (به عنوان قائم مقام و معاونت اجرایی)

مدیریتی:
- کسب عنوان قهرمانی لیگ برتر به همراه پرسپولیس در سال ۱۴۰۰
- کسب سوپر جام در سال ۱۴۰۰ با پرسپولیس
- قهرمان لیگ برتر والیبال بانوان به همراه پیکان ۱۴۰۱
- قهرمان لیگ برتر فوتسال بانوان به همراه پیکان ۱۴۰۱
- کسب مقام پنجم والیبال جهان در سال ۲۰۲۲ به همراه پیکان
- کسب مقام قهرمانی کشور با دیکان در رالی ۱۴۰۱